# Hypotrachyna proserpinensis
Hypotrachyna proserpinensis är en lavart som beskrevs av Elix. Hypotrachyna proserpinensis ingår i släktet Hypotrachyna och familjen Parmeliaceae.   Inga underarter finns listade i Catalogue of Life.